# Tripura
Tripura (bengalisch: ত্রিপুরা Tripurā) ist ein indischer Bundesstaat mit einer Fläche von 10.492 km² und etwa 3,7 Millionen Einwohnern (Volkszählung 2011). Die Hauptstadt Tripuras ist Agartala, die Landessprachen sind Bengalisch und Kokborok.

## Geografie
Tripura grenzt an die Bundesstaaten Assam (Nordosten) und Mizoram sowie an Bangladesch.

### Größte Städte
(alle mit mindestens 10.000 Einwohnern, ohne Zensusstädte; Stand: Volkszählung 2011)
| Stadt        | Einwohner |
| ------------ | --------- |
| Agartala     | 400.004   |
| Dharmanagar  | 40.595    |
| Udaipur      | 32.758    |
| Kailasahar   | 22.405    |
| Bishalgarh   | 21.085    |
| Teliamura    | 21.032    |
| Belonia      | 19.996    |
| Khowai       | 18.526    |
| Ambassa      | 16.285    |
| Ranirbazar   | 13.104    |
| Kumarghat    | 13.054    |
| Santir Bazar | 11.921    |
| Sonamura     | 11.285    |
| Kamalpur     | 10.872    |
| Amarpur      | 10.838    |

## Bevölkerung

### Demografie

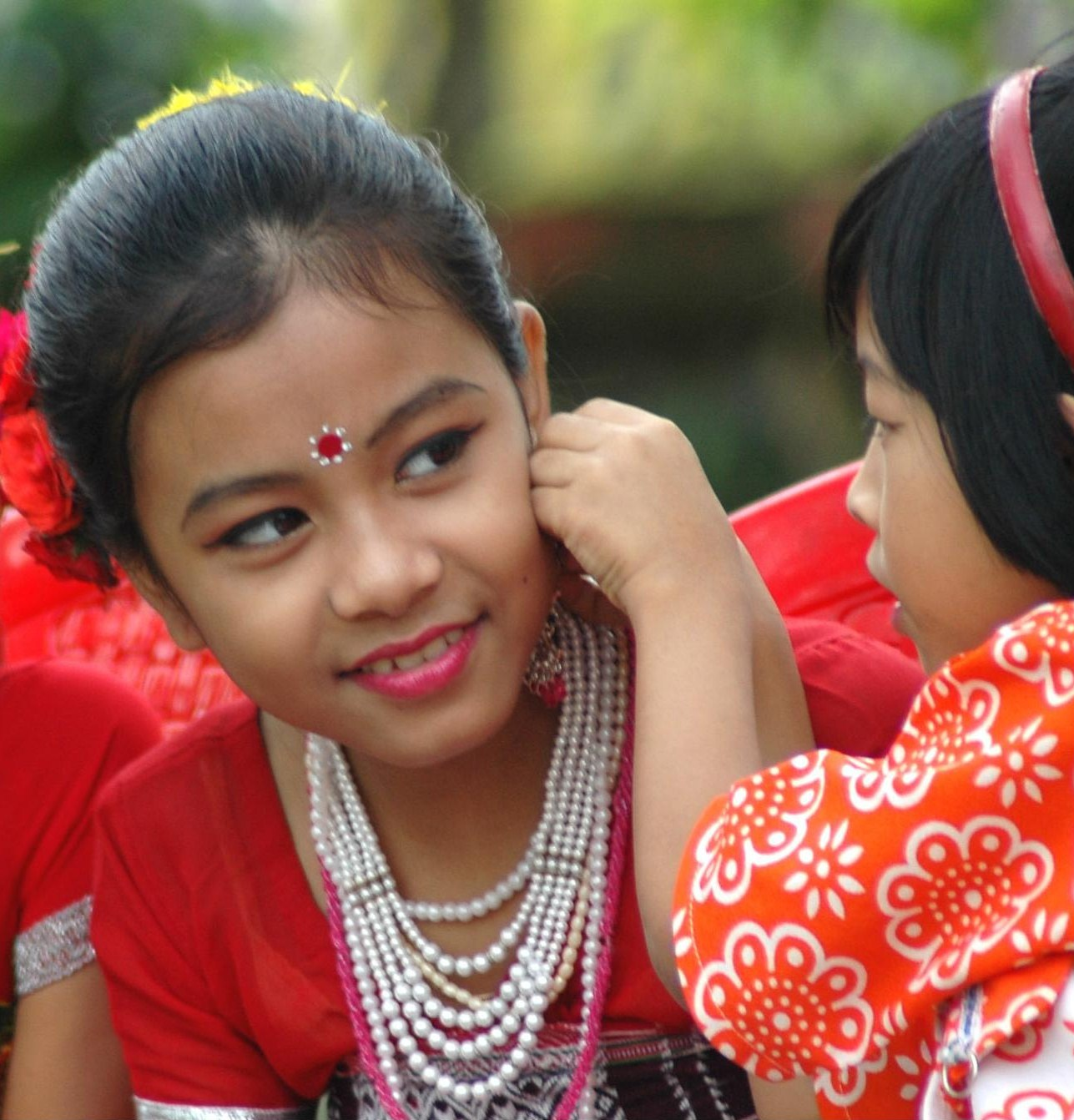
Tripuri-Kinder bereiten sich auf eine Tanzvorführung vor

Nach der indischen Volkszählung 2011 beträgt die Einwohnerzahl Tripuras 3.671.032. Damit gehört Tripura zu den kleineren Bundesstaaten Indiens: Unter den 29 indischen Bundesstaaten nimmt es den 22. Platz ein. Zwischen 2001 und 2011 wuchs die Einwohnerzahl Tripuras um 14,6 Prozent. Das Bevölkerungswachstum liegt aber etwas unter dem gesamtindischen Durchschnitt von 17,6 Prozent. Die Bevölkerungsdichte liegt mit 350 Einwohnern pro Quadratkilometer nur wenig unter dem Durchschnitt Indiens (382 Einwohner pro Quadratkilometer). 26,2 Prozent der Einwohner Tripuras leben in Städten.
Tripura hat eine der höchsten Alphabetisierungsraten Indiens: 87,8 Prozent der Bevölkerung können lesen und schreiben (Männer 92,2 Prozent, Frauen 83,2 Prozent). Dieser Wert ist nach Kerala und Mizoram der dritthöchste aller indischen Bundesstaaten und liegt weit über dem gesamtindischen Durchschnitt von 74,0 Prozent (Stand jeweils Volkszählung 2011).
Rund zwei Drittel der Einwohner Tripuras sind Bengalen. Der Rest verteilt sich auf verschiedene indigene Völker, die meist als „Stammesvölker“ (tribals) bezeichnet werden. Die indische Volkszählung 2001 klassifiziert 31,1 Prozent der Bevölkerung des Bundesstaats als Angehörige der Stammesbevölkerung (scheduled tribes).

### Sprachen
Die verbreitetste Sprache Tripuras ist Bengali, das nach der Volkszählung 2001 von 67,4 Prozent der Bevölkerung als Muttersprache gesprochen wird. Während das Bengali zur Gruppe der indoarischen Sprachen gehört, sind unter der Stammesbevölkerung verschiedene tibetobirmanische Sprachen verbreitet. Deren wichtigste ist Kokborok (auch Tripuri genannt), dessen Sprecher 25,5 Prozent der Bevölkerung ausmachen.
Als Amtssprache dienen in Tripura Bengali und Kokborok. Englisch ist, wie überall in Indien, als Verkehrs- und Bildungssprache präsent.

### Religionen
Die große Mehrheit der Bevölkerung Tripuras sind Hindus. Nach der Volkszählung 2011 machen sie 83 Prozent der Einwohner des Bundesstaates aus. Der Hinduismus wird sowohl von Bengalen als von Angehörigen der Stammesbevölkerung praktiziert. Eine Minderheit von knapp 9 Prozent bekennt sich zum Islam, hauptsächlich Bengalen. Unter der Stammesbevölkerung gibt es ferner Minderheiten von Christen (4 Prozent) und Buddhisten (3 Prozent). Bei den Christen handelt es sich größtenteils um Baptisten, in geringerem Umfang auch um Katholiken. Die ursprünglich aus Burma eingewanderten Stämme der Mog, Chakma und Barua praktizieren den Theravada-Buddhismus.

## Geschichte

Flagge des Fürstentums Tripura

Tripura war ein Fürstenstaat zwischen Bengalen und Assam in Britisch-Indien. Das Fürstentum bestand der Sage nach seit 100 n. Chr. und wurde niemals von den Großmoguln unterworfen, verlor aber 1733 an diese die tiefer gelegenen Gebiete mit Comilla (Distrikt Tippera). Diese kamen 1760 an die Britische Ostindien-Kompanie. Die Briten bezeichneten das verbliebene Fürstentum als Hill Tippera. Der Radscha behielt aber großen Grundbesitz in den Distrikten Tippera, Noakhali und Sylhet. Von 1871 bis 1947 war Tripura britisches Protektorat. Der volle Titel der Herrscher lautete ab 1739 Bisam-Samar-Bijojee Mahamopadhyaya Pancha-Srijukta Maharaj; die Briten erkannten den Maharadscha-Titel 1919 an.
Das Land mit der Hauptstadt Agartala hatte 1941 eine Fläche von 10.660 km² und 439.000 Einwohner. In Tripura galt die eigene Tripurabda-Zeitrechnung: Jahr 1 Tripurabda = Jahr 591 n. Chr.
Nachdem Großbritannien Indien 1947 in die Unabhängigkeit entlassen hatte (siehe Geschichte Indiens) wurde Tripura zunächst unabhängig. Die Maharani Kanchan Prabha Devi, die seit 1947 für ihren minderjährigen Sohn Kirit Vikrama Manikya die Regentschaft führte, vollzog am 15. Oktober 1949 den Anschluss an Indien. Nach der indischen Verfassung vom 26. Januar 1950 wurde Tripura ein Staat der Kategorie C, der von einem von der Zentralregierung ernannten Chief Commissioner regiert wurde. Am 1. Juli 1963 wurde Tripura wegen seiner strategischen Lage an der Grenze zu Ost-Pakistan ein zentral verwaltetes Unionsterritorium und erst am 21. Januar 1972 ein Bundesstaat mit vollen Rechten.
Wirtschaftlich und politisch ist für Tripura die unter der Regierung der bangladeschischen Premierministerin Hasina Wajed seit 2008 erfolgte zunehmende Annäherung zwischen Indien und Bangladesch von Bedeutung. Bis Anfang 2019 soll Tripura bei Agartala einen Anschluss an das Eisenbahnnetz von Bangladesch erhalten, so dass der Bundesstaat dann einen direkten Zugang zum Überseehafen von Chittagong hätte.
Die Bewohner Tripuras nehmen Anteil an den Ereignissen im Nachbarland, dem sie sich sprachlich und kulturell verbunden fühlen. Ein Ausdruck dessen waren die Feiern zum 97sten Geburtstag des ersten Premierministers von Bangladesch, Bangabandhu Scheich Mujibur Rahmans am 18. März 2016 in Tripura.

## Politik

### Politisches System

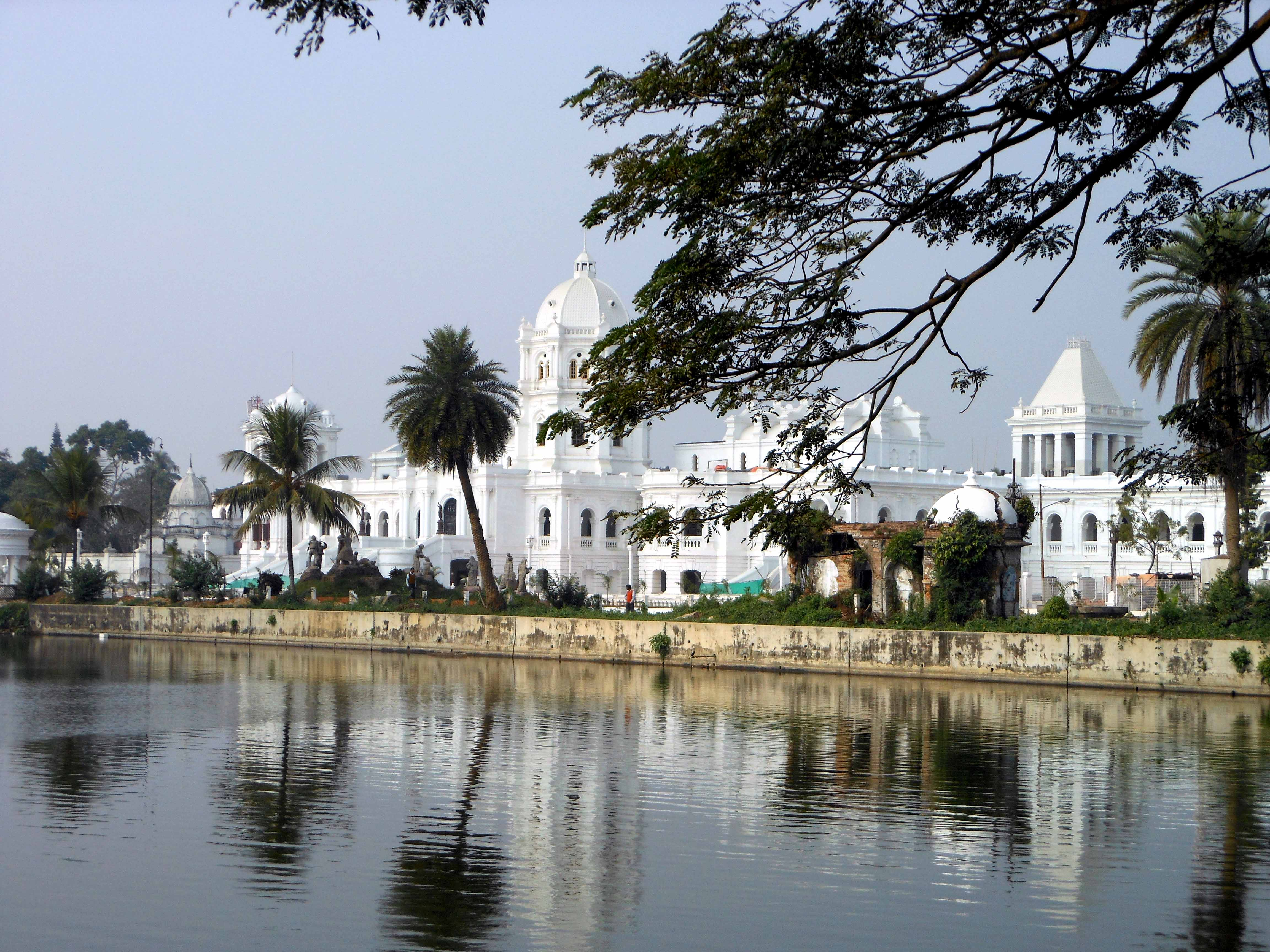
Der Ujjayanta Palace ist Sitz des Parlaments von Tripura.

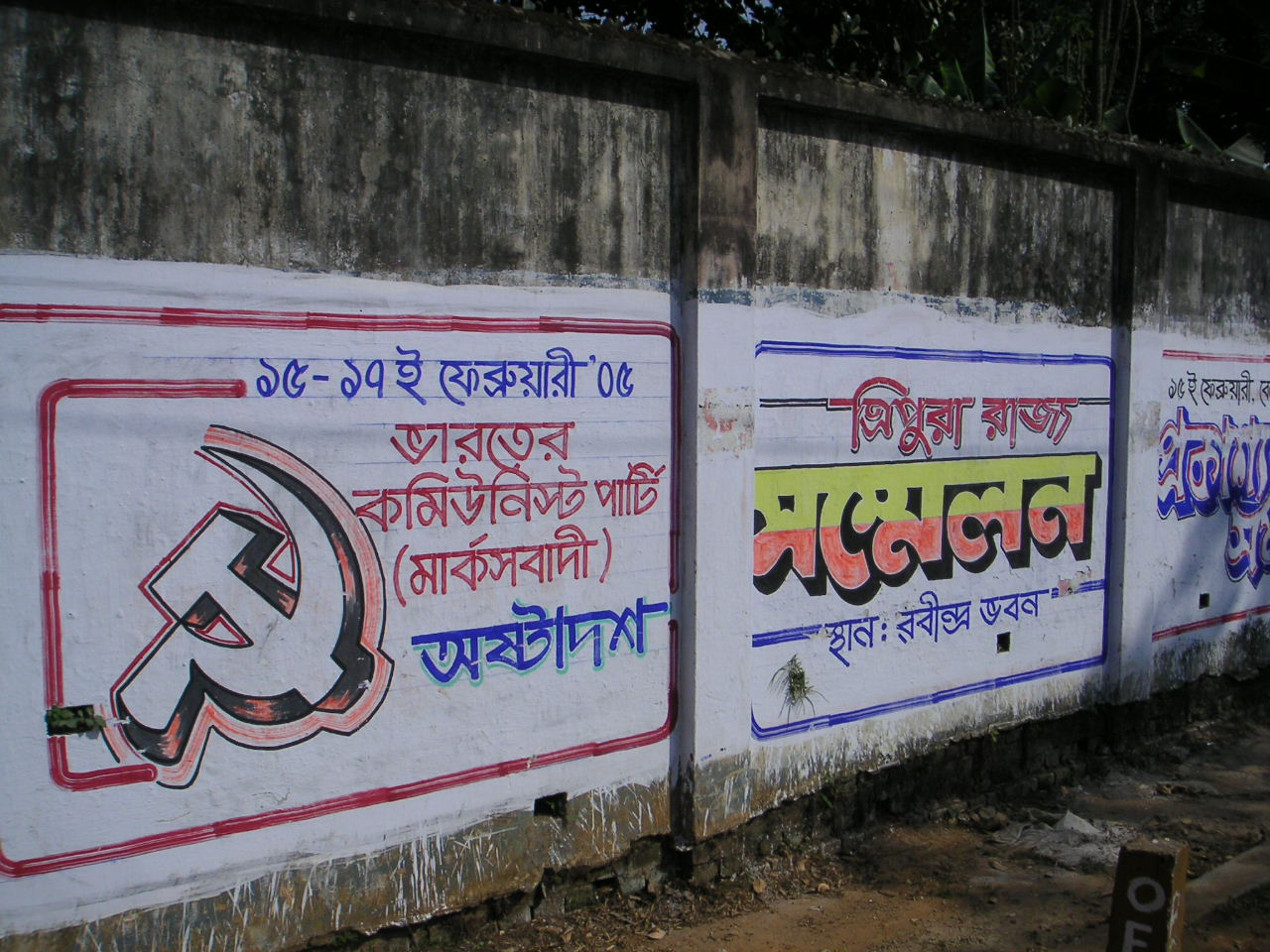
Wahlwerbung der CPI(M) in Agartala

Die Legislative des Bundesstaates Tripura besteht aus einem Einkammernparlament, der Tripura Legislative Assembly oder Tripura Vidhan Sabha. Die 60 Abgeordneten des Parlaments werden alle fünf Jahre durch Direktwahl bestimmt. Das Parlament hat seinen Sitz im Ujjayanta Palace, dem ehemaligen Palast der Maharadschas von Tripura, in Agartala. Tripura stellt zwei Abgeordnete in der Lok Sabha, dem Unterhaus des indischen Parlaments, und einen in der Rajya Sabha, dem indischen Oberhaus.
Der Chief Minister (Regierungschef) Tripuras wird vom Parlament gewählt. An der Spitze des Bundesstaats steht jedoch der vom indischen Präsidenten ernannte Gouverneur (Governor). Seine Hauptaufgaben sind die Ernennung des Chief Ministers und dessen Beauftragung mit der Regierungsbildung.
Das oberste Gericht Tripuras ist seit 2012 der Tripura High Court mit Sitz in Agartala. Vor 2012 befand sich Tripura im Jurisdiktionsbereich des Gauhati High Court.

### Parteien
Tripura gehörte neben Westbengalen und Kerala lange Zeit zu den kommunistischen Hochburgen Indiens. Die Politik des Bundesstaates wurde von der Linksfront, bestehend aus den beiden kommunistischen Parteien Communist Party of India (Marxist) (CPI(M)) und Communist Party of India (CPI), dominiert. Die CPI(M) stellte seit 1993 durchgängig die Regierung Tripuras. Bei der Wahl im Februar 2013 gewann die CPI(M) 49 von 60 Wahlkreisen. Die CPI war in einem Wahlkreis erfolgreich. Die oppositionelle Kongresspartei (INC) zog mit zehn Abgeordneten in das Parlament ein. Als Ergebnis der Wahl wurde der bereits seit dem 11. März 1998 amtierende Chief Minister Manik Sarkar (CPI(M)) im Amt bestätigt. 
Die Wahl am 18. Februar 2018 bedeutete für den Bundesstaat dagegen eine regelrechte Epochenwende. Die seit fast 24 Jahren ununterbrochen regierende kommunistische Linksfront wurde abgewählt. Die Bharatiya Janata Party (BJP), die bis vor wenigen Jahren noch kaum eine Rolle in Tripura spielte – bei der letzten Wahl hatte sie keinen einzigen der 60 Wahlkreise gewinnen können – gewann 35 von 59 Wahlkreisen und damit die absolute Mehrheit der Mandate. Die mit der BJP verbündete Indigenous People’s Front of Tripura (IPFT) gewann 8 Wahlkreise. Die bisher regierende CPI(M) kam auf 16 Mandate und die Kongresspartei gewann keinen einzigen Wahlkreis. Am 9. März 2018 wurde Biplab Kumar Deb als neuer Chief Minister von Tripura vereidigt. Er amtierte jedoch nur bis zum 14. Mai 2022, als er, wohl auf Betreiben der BJP-Führung in Delhi, zum Rücktritt gedrängt und durch seinen Parteikollegen Manik Saha ersetzt wurde.
Bei den letzten fünf Lok-Sabha-Wahlen war die CPI(M) in Tripura erfolgreich: Seit 1996 konnte sie bei allen Wahlen beide Wahlkreise des Bundesstaates für sich gewinnen.

## Verwaltungsgliederung

Die Distrikte Tripuras

Tripura ist in die folgenden acht Distrikte unterteilt:
| Distrikt      | Verwaltungssitz | Fläche       | Einwohner (2011) | Bev.- dichte |
| ------------- | --------------- | ------------ | ---------------- | ------------ |
| Dhalai        | Ambassa         | 2.312,29 km² | 378.230          | 164 Ew./km²  |
| Gomati        | Udaipur         | 1.522,80 km² | 429.237          | 282 Ew./km²  |
| Khowai        | Khowai          | 1.377,28 km² | 327.564          | 238 Ew./km²  |
| North Tripura | Dharmanagar     | 1.422,19 km² | 417.441          | 294 Ew./km²  |
| Sipahijala    | Bisramganj      | 1.043,04 km² | 479.975          | 460 Ew./km²  |
| South Tripura | Belonia         | 1.514,32 km² | 446.764          | 295 Ew./km²  |
| Unakoti       | Kailasahar      | 686,97 km²   | 276.506          | 403 Ew./km²  |
| West Tripura  | Agartala        | 942,55 km²   | 918.200          | 974 Ew./km²  |